# LMX 2300 HCS

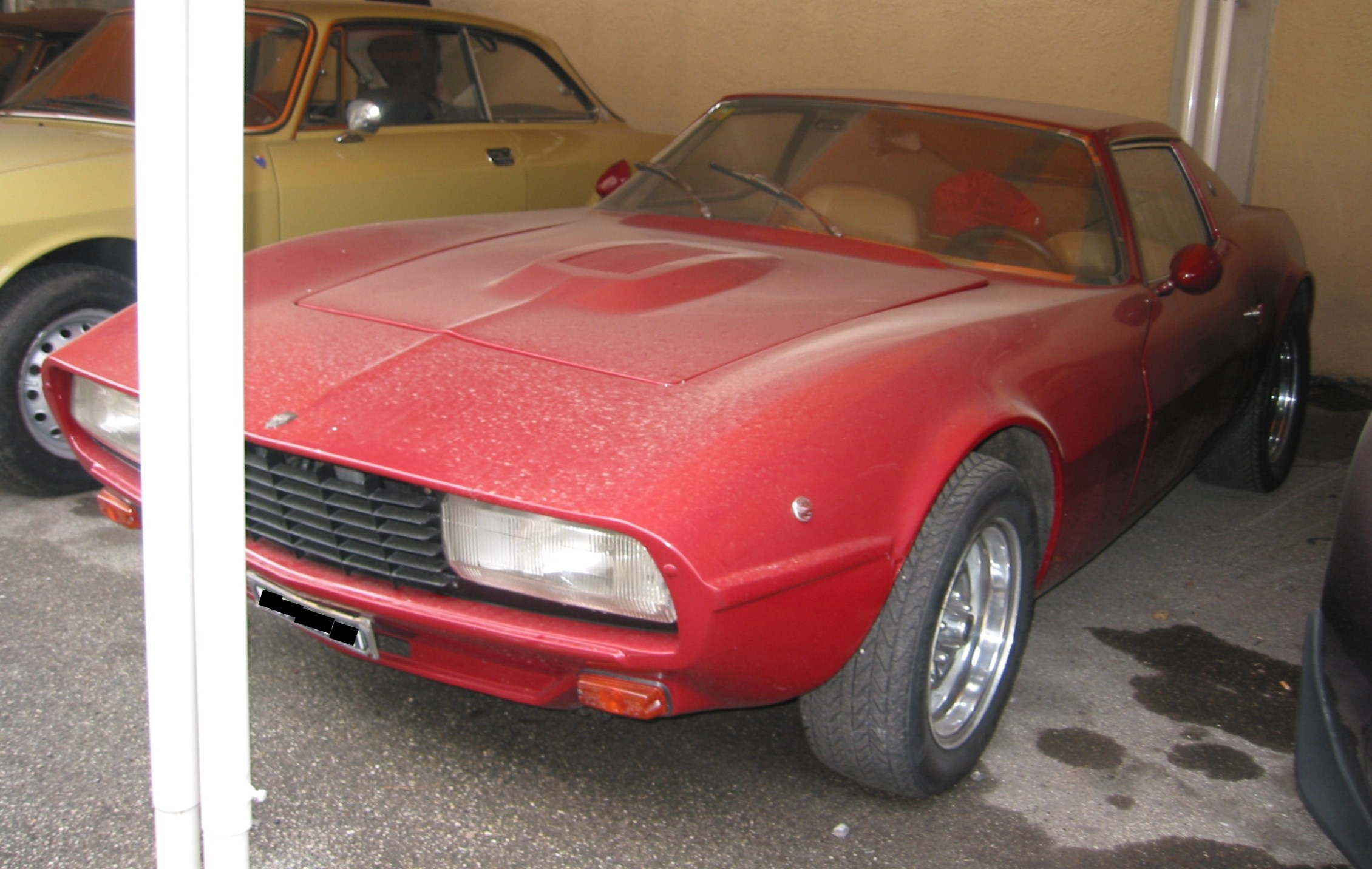
LMX 2300 HCS

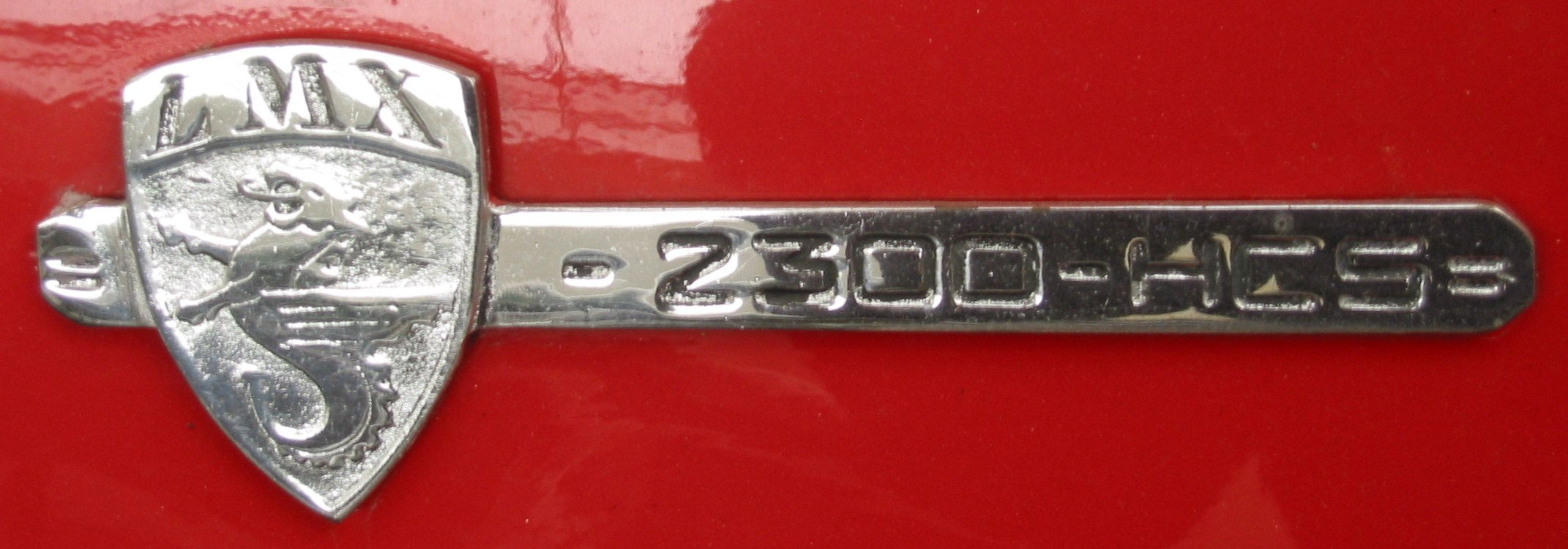
Emblem

Der LMX 2300 HCS war ein Sportcoupé des Mailänder Herstellers L.M.X. Automobile. Die Turiner Carrozzeria Eurostyle war wesentlich am Bau der Fahrzeuge beteiligt.

## Vorstellung
Das Fahrzeug wurde 1968 als Prototyp auf dem Turiner Autosalon vorgestellt.
Auf der Mondial de l’Automobile 1969 in Paris stand die für die Serienfertigung vorgesehene Ausführung des Coupés.
Während des Turiner Autosalon des gleichen Jahres oder auf dem Genfer Auto-Salon 1969 wurde die offene Version, Spider genannt, präsentiert.

## Fahrzeugbeschreibung

### Fahrgestell
Das Fahrzeug hatte ein Zentralträgerchassis, Einzelradaufhängung und viele Teile von Ford. 
So kam die Vorderradaufhängung mit MacPherson-Federbeinen und Querlenkern vom Ford 20M und die hintere Schräglenkerachse vom Ford Zodiac Mk IV.

### Karosserie
Die von Franco Scaglione gestaltete Karosserie des Kombicoupés bestand aus glasfaserverstärktem Kunststoff, lediglich die Türen aus Stahl. Auffallend war die breite B-Säule und die besonders große, rahmenlose Heckscheibe in der Heckklappe. 
Eine Besonderheit für die damalige Zeit war das Verwenden eines Klebemittels von Loctite für die Befestigung der Stahlscharniere der Heckscheibe.
Für das Cabriolet war auch ein Hardtop erhältlich.
Beide Versionen boten Platz für zwei Personen.

### Motor und Kraftübertragung
Im Prototyp war ein V6-Motor von Ford mit 2000 cm³ Hubraum montiert.
In den Serienmodellen gab es einen größeren V6-Motor von Ford. 
Der Motor mit hängenden Ventilen hatte einen Hubraum von annähernd 2300 cm³ bei 90 mm Bohrung und 60,14 mm Hub. 
Die Motorleistung war mit 108 PS nach DIN-Norm und 126 bis 128 PS nach SAE-Norm angegeben.
Auf Wunsch konnte die Motorleistung mit einem Constantin-Einstufen-Niederdruckkompressor auf 180 PS gebracht werden.
Später wurde der Motor auch mit einem Turbolader von May und 210 PS Leistung angeboten.
Der Motor war vorne im Fahrzeug montiert und trieb über ein Getriebe mit vier Gängen und eine Kardanwelle die Hinterachse an.

### Fahrleistungen und Verbrauch
Das Werk gab die bauartbedingte Höchstgeschwindigkeit mit rund 200 km/h und den Verbrauch mit 14 Litern auf 100 km an.

### Maße und Gewichte
Bei einem Radstand von 2300 mm war das Fahrzeug 3960 mm lang, 1760 mm breit und 1130 mm hoch. Die Spurweite betrug vorne 1520 mm und hinten 1530 mm. Das Gewicht war mit 960 bis 1000 kg angegeben.

## Vertrieb in Deutschland
Auto Becker aus Düsseldorf bot die Fahrzeuge in Deutschland an. Der Preis betrug entweder etwa 25.000 DM oder 28.000 DM.

## Produktionsende und -zahl
LMX produzierte dieses Modell bis 1972 oder 1973. 
Nachfolger wurde der Sirex LMS von SAMAS.
Manche Quellen geben an, dass von beiden Modellen zusammen 43 Exemplare hergestellt wurden; davon 20 des Sirex LMS.
Andere Quellen nennen 50 Exemplare des LMX 2300 HCS plus 20 Sirex LMS.
Manche Quellen geben an, dass das Cabriolet ein Einzelstück blieb, andere schreiben von wenigen Exemplaren.